# ボン・ジョヴィ
ボン・ジョヴィ（英語: Bon Jovi）は、アメリカ合衆国　ニュージャージー州出身のロックバンド。全米を代表するハードロック・グループの一つ。デビュー早々から成功を収め、特に3rdアルバム『Slippery When Wet』が1000万枚を超える大ヒットを飛ばして以降、世界的な知名度を誇っている。『グラミー賞』では9回ノミネートされ、1回受賞し、2018年には『ロックの殿堂』入りした。

## 略歴
1984年デビュー。1986年発表の3rdアルバム『Slippery When Wet』がBillboard 200で8週連続1位を獲得、1988年発表の4thアルバム『New Jersey』もBillboard 200で4週連続1位するほどのセールスを記録し、シングルカットされた楽曲の多くがBillboard Hot 100で1位となり、大規模なワールドツアーを敢行し、当時の音楽ムーブメントも後押しし、MTVやラジオ、メディアでのマーケティングにより一躍有名となったバンド。
2004年にはアメリカン・ミュージック・アワードから「功労賞」を受賞されており、2006年には「UK音楽の殿堂」入りをしている。2007年にはジェニファー・ネトルズとデュエットした「Who Says You Can't Go Home」で第49回グラミー賞「最優秀カントリー・オブ・ポピュラー・ミュージック（NAPM）設立による「ソングライターの殿堂」入りをしている。
世界各国で開催しているライヴは、2008年の『Lost Highway Tour』、2010年の『The Circle Tour』、2013年の『Because We Can: The Tour』が、その年最も収益をあげたツアーに選ばれている。
ウォール・ストリート・ジャーナルの「史上最も人気のある100のロックバンド」にて15位。80年代結成のロックバンドのトップ3である。
トータルセールスは、1億3000万枚以上。

## 来歴
ヴォーカルでリーダーであるジョン・ボン・ジョヴィは、両親の影響からレコーディングスタジオでアルバイトを始め、16歳から知り合いで同い年のデヴィッド・ラッシュバウム（デヴィッド・ブライアン）らとバンドを結成し、レコーディングスタジオが使われない深夜の時間にレコーディングを行いデモを作成し、主に地元のニュージャージー州でライヴ活動を行っていた。1983年になるとアレック・ジョン・サッチが参加。彼がティコ・トーレスを連れてきてライヴ活動に参加した。その後、ジョン・ボン・ジョヴィ&ジ・ワイルド・ワンズとしてのショウを観に来ていたリッチー・サンボラがデイヴ・セイボに代わってバンドに加入し、デビュー時のメンバーが揃った。

### 1984年 - 1991年
1984年、ファーストアルバム『Bon Jovi』（邦題：夜明けのランナウェイ）をリリース。この年、バンドはスコーピオンズのサポートとして北米ツアーに帯同、キッスのサポートとしてヨーロッパツアーに帯同した。また，8月4日から12日にかけて行われたSUPER ROCK '84 IN JAPANに出演し，初来日ライブを開催した。
1985年、 2ndアルバム『7800° Fahrenheit』を発表。アルバムに収録されている「TOKYO ロード」は、日本のファンへ感謝の意を込めて作られた。なお、本作からデヴィッドはラッシュバウムからブライアンに改名している。
バンドはアルバム発表直後に来日し、バンド初の単独公演を日本で開催した。その後、ヨーロッパツアーを行い、イギリスのドニントン・パークで開催されたロック・フェスティバル『モンスターズ・オブ・ロック』に出演。その後、ラットのサポートとして北米ツアーに帯同する。
1986年、プロデューサーにブルース・フェアバーンを迎えて制作された3rdアルバム『Slippery When Wet』（邦題：ワイルド・イン・ザ・ストリーツ）を発表。その後、西ドイツ（当時）のニュルンベルクで開催された『モンスターズ・オブ・ロック』に出演、38スペシャルのサポートアクトとして全米ツアーを敢行。このツアー中にアルバムがBillboard 200で1位を獲得し（8週連続）、シングル「You Give Love A Bad Name」（禁じられた愛）、「Livin' On A Prayer」もBillboard Hot 100で1位となり、バンドは一躍有名になった。
1987年は年始からワールド・ツアーを開始。8月にはニューヨークのマディソン・スクエア・ガーデン3日間公演を行い、イギリスのドニントン・パークで開催された『モンスターズ・オブ・ロック』にはヘッドライナーとして出演した。9月には日本公演を行った。10月のツアー終了までにアルバム『Slippery When Wet』は全世界でおよそ1800万枚セールスしたとされている。
1988年9月、4thアルバム『New Jersey』（ニュージャージー）を発表。Billboard 200・全英アルバムチャートで1位を獲得。シングル「Bad Medicine」（バッド・メディシン）と「I'll Be There For You」（アイル・ビー・ゼア・フォー・ユー）もBillboard Hot 100で1位を獲得。8月にはモスクワで開催された『モスクワ・ミュージック・ピース・フェスティバル』にヘッドライナーとして出演。オジー・オズボーン、モトリー・クルー、スコーピオンズ・スキッド・ロウらと共演した。9月にはジョンとリッチーがMTV Video Music Awards授賞式で「Livin' On A Prayer」と「Wanted Dead Or Alive」をアコースティック・アレンジでパフォーマンス。これを機にMTVが『MTVアンプラグド』を制作し、放送が開始された。
1990年、2年に及ぶロング・ツアーが2月に終了。合計で300を超える公演を行った。連日のハードスケジュールでメンバーが消耗しきってしまい、疲労とストレスからメンバー間の口論やトラブルも多くなり、メディアでは解散が噂される様になる。8月にジョンは映画『ヤングガン2』にインスパイアされて制作したソロ・アルバム『Blaze Of Glory』（ブレイズ・オブ・グローリー）を発表。Billboard 200で1位を獲得する。シングル「Blaze Of Glory」もBillboard Hot 100で1位となった。12月、解散騒動の最中、地元ニュージャージー州のカウント・ベイシー シアターでクリスマス・チャリティー・コンサートを開き、以後この時期のチャリティー・コンサートは恒例となる。しかし、ボン・ジョヴィの本格的な活動再開にまでは至らなかった。9月にはリッチーが1stソロ・アルバム『Stranger In This Town』を発表する。そして、同年秋にメンバーがバハマ諸島でバンドについて話し合いの場を設け、数年間ツアーやアルバム制作を一旦中止し、全員で休養を取ることに合意し、そこから再度アルバム制作をすることを誓い合った。

### 1992年 - 1999年
1992年、新しくマネージメント会社BJM（ボン・ジョヴィ・マネージメント）を設立。プロデューサーにボブ・ロックを迎えて制作された5thアルバム『Keep The Faith』を発表。アメリカではオルタナティブ・ロックが全盛期であったが、Billboard 200最高位5位と健闘し、全英アルバムチャートでは1位を獲得した。
1993年のツアーでは、前２作で設定された公演数の約半分以下にし70回程度の公演数に抑えた。
1994年10月、初のベスト・アルバム『Cross Road』を発表した。これまでのヒット曲に加えて、2曲の新曲「Someday I'll be Saturday night」「Always」を収録。アルバムはアメリカ盤・日本盤・インターナショナル盤の3種類で発売され、アメリカ盤には「Livin' On A Prayer」をアコースティック調にリメイクした「Prayer '94」が、日本盤には「TOKYO Road」が、インターナショナル盤には「In These Arms」が収録された。アルバムは全英アルバムチャート1位を獲得し、日本では初となるオリコンチャート1位を獲得し、ミリオンセラーとなった。新曲「Always」はBillboard Hot 100最高位4位とヒットした。ところが、『Cross Road』発売と同時期にアレックの脱退が発表される。理由は「もっと自分の生活を楽しみたい」というものであった。後任のベーシストには、メンバーの旧友であるヒュー・マクドナルドをサポート・メンバーに迎えた。

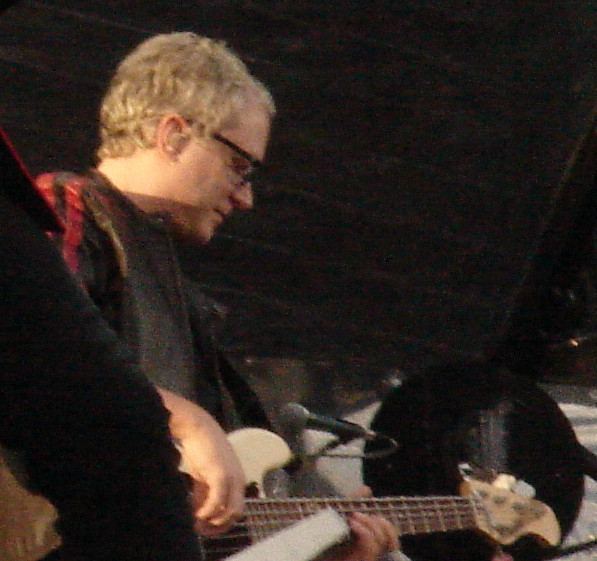
ヒュー・マクドナルド（2006年）

1995年5月、福岡・西宮（兵庫県）・東京で日本公演を開催し、チケット代の一部を同年に発生した阪神・淡路大震災の被災者義援金として寄付した。6月に6thアルバム『These Days』を発表。全英アルバムチャート1位を獲得。ツアーはロンドンのウェンブリー・スタジアム3日間公演など大規模なコンサートを開催した。一方、メンバー個人の活動としてジョンは俳優業を本格的にスタートしており、9月には映画デビュー作『ムーンライト&ヴァレンチノ』が公開された。ティコは絵画・彫刻アーティストとしてニューヨークなど数か所で個展を開催した。7月のツアー終了はバンド活動を休止し、ソロ活動となった。年末にはジョンの初主演作『妻の恋人、夫の愛人』が公開された。
1997年、ジョンは6月にアルバム『Destination Anywhere』を発表。リッチーは12月に2ndアルバム『Undiscovered Soul』を発表した。デヴィッドは1994年発表の『On A Full Moon』に続く2ndアルバム制作を進めていた矢先に指に大怪我を負ってしまい、およそ2年間治療とリハビリの生活を強いられることになった。
1999年、ジョンは映画「アルマゲドン」のサウンドトラックへ楽曲『Mister Big Time』を提供。チャリティの為にRolling Stonesの「It's Only Rock N' Roll」を多彩なアーティストが歌うレコーディングへ参加。
その後、バンド活動再開。映画『エドtv』主題歌に「Real Life」を提供（デヴィッドは不参加）。6月から本格的なレコーディングがスタートする。

### 2000年 - 2011年
2000年5月、およそ5年ぶりとなる7thアルバム『Crush』を発表。アルバムのプロデューサーにルーク・エヴィンを迎えた。アルバムは全英アルバムチャート1位を獲得。リード・トラックのシングル「It's My Life」はボン・ジョヴィの新たなアンセムとしてヒットした。7月から開催されたワールド・ツアーは日本からスタートし、4大ドームツアーを行った。8月にはウェンブリー・スタジアムで、解体前最後のコンサートを開催した。

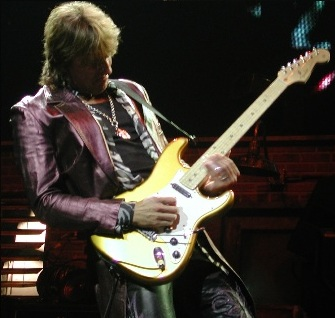
リッチー・サンボラ（2001年）

5月には初のライブ・アルバム『One Wild Night Live 1985-2001』を発表。7月には地元ニュージャージーのジャイアンツ・スタジアムでツアー最終公演を行った。9月11日にアメリカ同時多発テロ事件が起こると、各チャリティー活動に参加した。
2002年2月、ソルトレークシティオリンピック閉会式でパフォーマンス。9月にはニューヨークのタイムズスクエアで開催されたイベント『NFL Kickoff Live From Times Square』にヘッドライナーとして出演。
その後、8thアルバム『Bounce』を発売。2001年に起きたアメリカ同時多発テロ事件の影響を受けたアルバムとなった。
アルバム「バウンス」発表当日の2002年9月11日ZEPP東京で行われた招待客のみのスペシャル・ライヴを行う。これは日本のファンに小さな箱で必ずライヴをする、と約束していたからで、敢えてアメリカ同時多発テロから１年のこの日に行われた。このライヴはアルバム「バウンス」を予約すると応募券が付いており、その応募で当選した人のみのスペシャルライヴだった。他に札幌、仙台、名古屋、大阪、福岡にて衛星生中継された。因みにこの衛星生中継は、アルバムBOUNCE予約者の中から抽選で各地300名が招待された。
2003年、『第37回スーパーボウル』にてパフォーマンス。6月にはアイルランド共和国ダブリンで開催された『第11回スペシャルオリンピックス夏季大会』開会式に出席してパフォーマンス。ロンドンではハイド・パーク公演を開催した。ワールド・ツアーは、8月のジャイアンツ・スタジアム公演で終了した。10月には、これまでの曲をアレンジしたアルバム『This Left Feels Right』を発表。1月に行った横浜公演のライヴ音源をボーナス・トラックに収録している。
2004年、デビュー20周年とトータルセールス1億枚突破を記念して、デモ音源や未発表音源を多数収録した4枚組ボックス・セット『100,000,000 Bon Jovi Fans Cant Be Wrong』を発表。リッチーやデヴィッド、ティコがメインボーカルとなっている曲も収録されている。

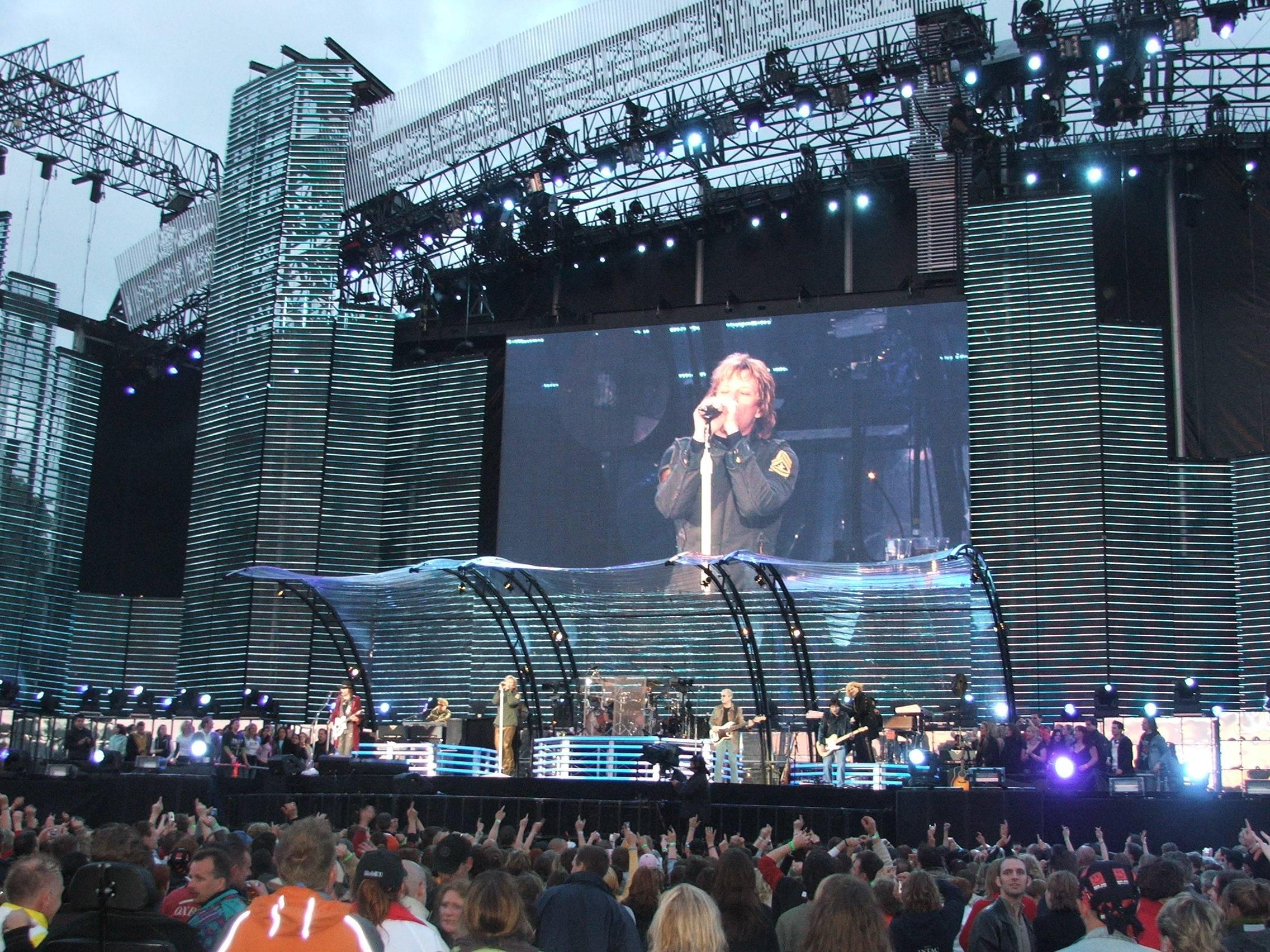
Have A Nice Day Tour（2006年）

2005年7月、世界同時に行われたチャリティー・コンサート『LIVE 8』にフィラデルフィアから出演。9月には、プロデューサーにジョン・シャンクスを迎えて制作した9thアルバム『Have A Nice Day』を発表。アメリカではジェニファー・ネトルズとデュエットしてカントリー・ミュージック調にアレンジした「Who Says You Can't Go Home」がロック・アーティストとしては初めてビルボードのHot Country Songsチャートで1位を獲得した。

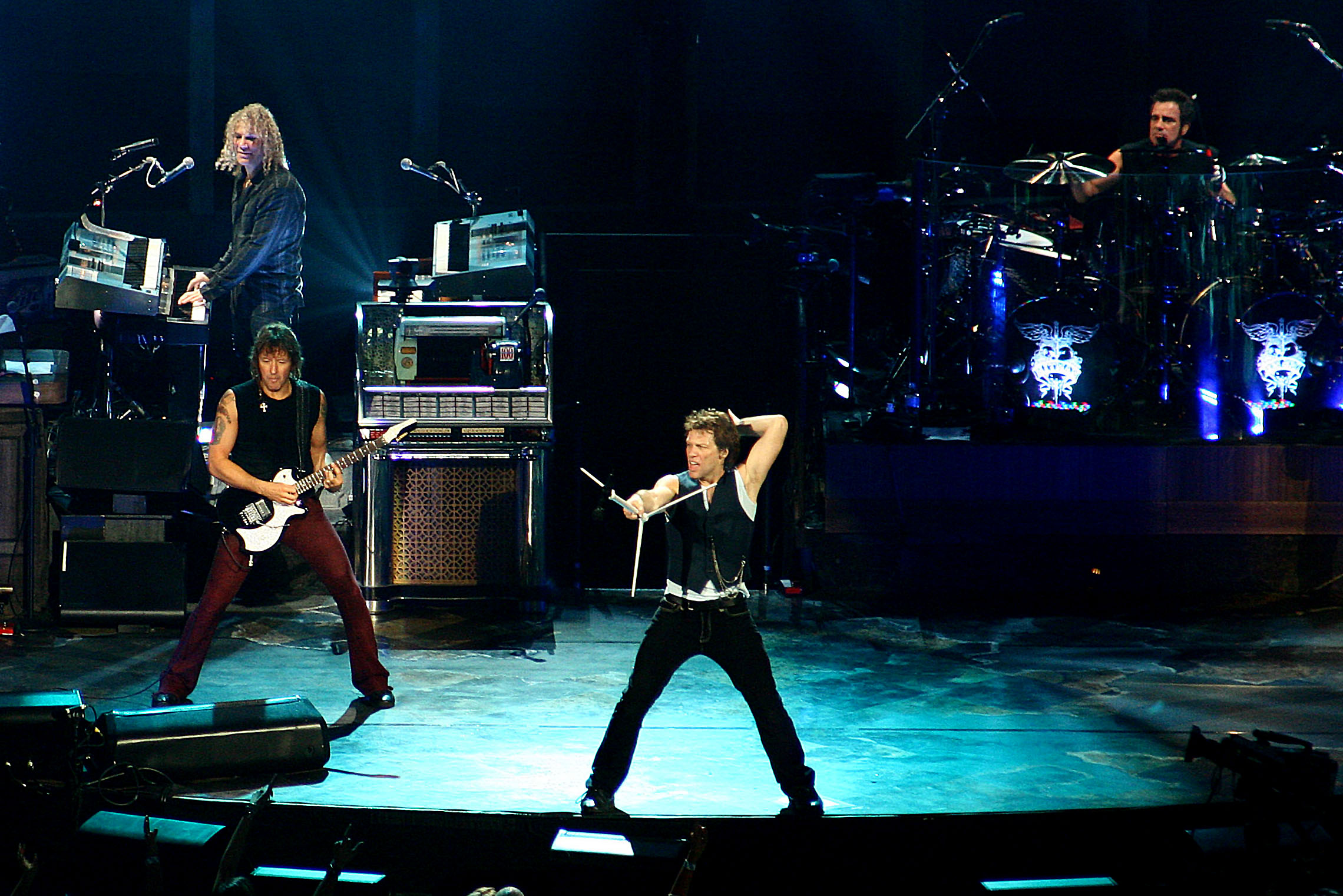
カナダ・モントリオール公演（2007年11月）

2007年、第49回グラミー賞において「Who Says You Can't Go Home」（Bon Jovi & Jennifer Nettles）が「最優秀カントリー・コラボレーション賞」を受賞した。6月には10thアルバム『Lost Highway』を発表し、ロンドンではO2アリーナのこけら落し公演を行った。その後日本にて神戸・東京でのスペシャル・ライヴに参加した。、Billboard 200でも『New Jersey』以来19年ぶりに1位を獲得。10月には地元ニュージャージーにオープンしたプルデンシャル・センターで10日間のこけら落し公演を皮切りにワールド・ツアーを開始。

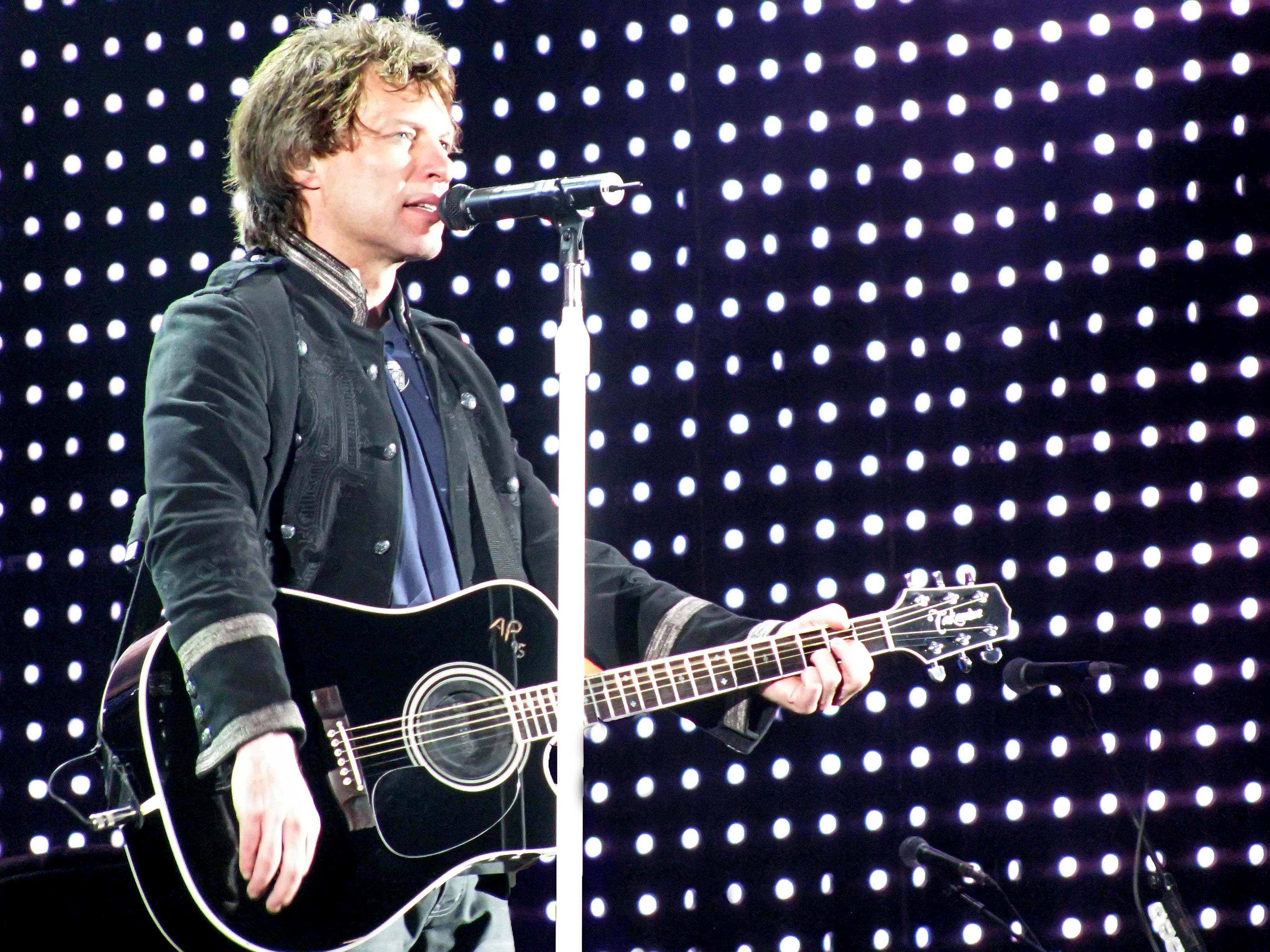
ジョン・ボン・ジョヴィ（2008年）

7月、地球温暖化防止活動のためのチャリティー・コンサート『ライブ・アース』にジャイアンツ・スタジアムから出演。ニューヨークのセントラル・パークではニューヨーク市やMLB、多数の企業の協賛による大規模なフリー・コンサートを開催した。ワールド・ツアーは7月末に終了し、『Lost Highway Tour』はビルボード誌による2008年に開催されたすべてのアーティストの中で最高の興行収益をあげたコンサートになった。
4月から開催された『トライベッカ映画祭』に『Lost Highway Tour』の模様を追ったドキュメンタリー映画『When We Were Beautiful』が出品された。10月にはデヴィッドが音楽・作詞を手掛けたブロードウェイ・ミュージカル『メンフィス』（Memphis）が上演開始となった。11月には11thアルバム『The Circle』を発表。Billboard 200でも1位を獲得した。
2010年、2月からワールド・ツアー開始。5月にはジャイアンツ・スタジアムの老朽化に伴って新築されたニュー・メドウランズ・スタジアム（メットライフ・スタジアム）公演を行った。6月にはO2アリーナで12日間公演を行った。なお、6月13日公演のみデヴィッドは不参加となった（第64回トニー賞授賞式出席のため）。11月には『Cross Road』からおよそ16年ぶりとなるベスト・アルバム『Greatest Hits』を発表。CDでは2枚組となる『Greatest Hits –The Ultimate Collection』を発表、さらにアメリカ盤・インターナショナル盤・日本盤で収録曲が異なる内容になっている。『The Circle Tour』はビルボード誌による「Top 25 Tours of 2010」第1位となった。
2011年、東日本大震災の復興支援を目的としたチャリティー・アルバム『Songs For Japan』に参加。4月にはリッチーがアルコール依存症治療のためツアー不参加となり、代役としてフィルXが参加した。ツアーは7月末のポルトガルリスボン公演で終了した。

### 2012年 -

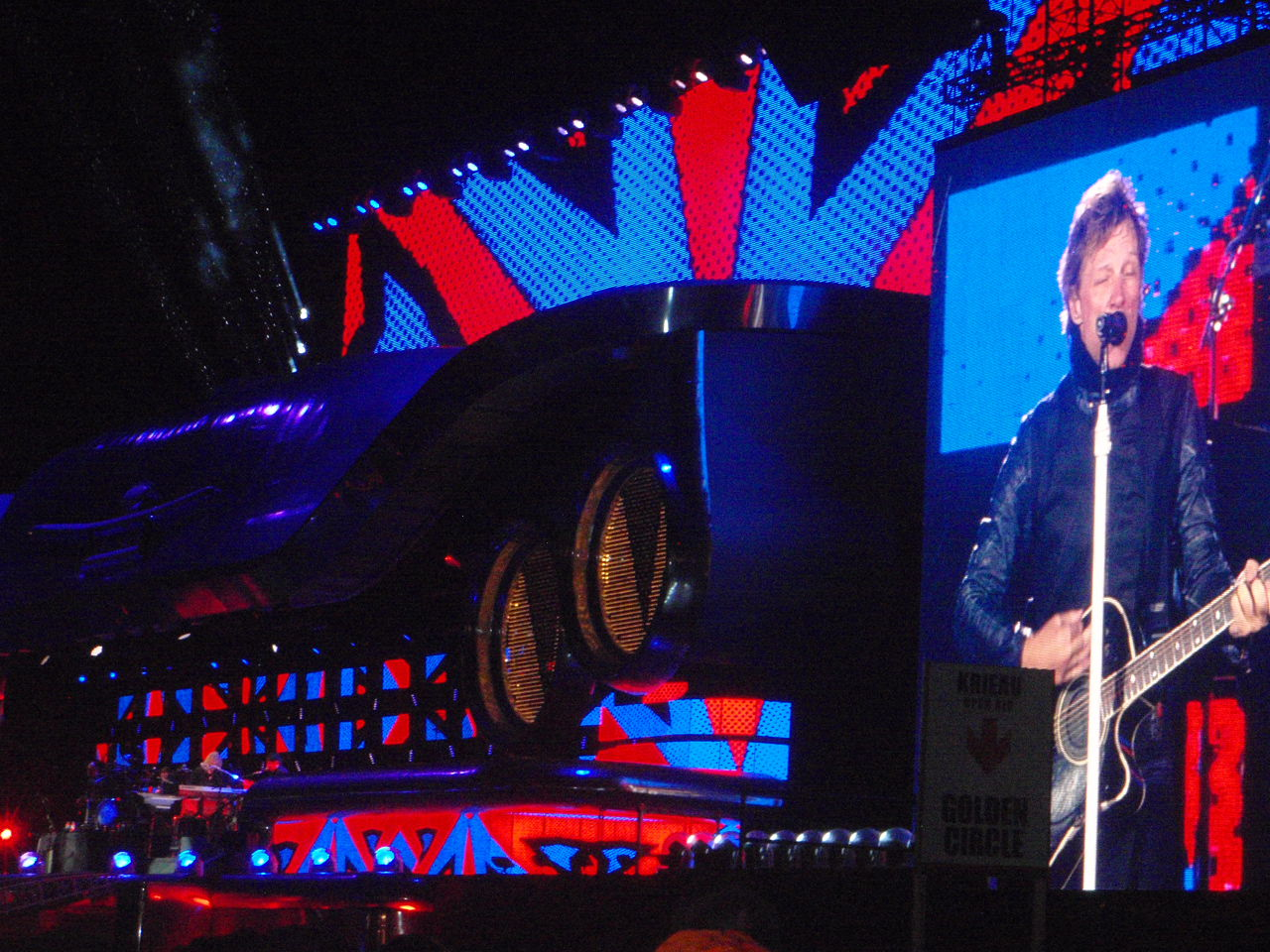
Because We Can: The Tour（2013年）

2012年9月、リッチーが3rdソロ・アルバム『Aftermath Of The Lowdown』を発表。この時点でボン・ジョヴィのニュー・アルバムはほぼ完成していたが、バンドとしては2013年から活動再開することになった。
2013年1月、「Because We Can」を全世界に音楽配信。2月から『Because We Can: The Tour』を開始。3月に12thアルバム『What About Now』を発表。Billboard 200で1位を獲得した。ところが、リッチーが4月2日のカナダカルガリー公演から不参加となり、フィルXが代役として再び参加した。9月にはティコの入院により南米ツアーが延期され、一部が中止となった。代役には地元ニュージャージー出身のリッチ・スキャネラが参加していたが、10月8日のカリフォルニア州フレズノ公演から復帰した。このツアーは、ポールスター誌による2013年に開催されたすべてのアーティストの中で最高の興行収益をあげたコンサートになった。
2014年、デビュー30周年。7月にはニューヨークの名称となってから350年を記念して、町に縁のあるアーティストのライヴを上映する『NY LIVE!』の第4弾として、ボン・ジョヴィ『インサイド・アウト』が日本国内の劇場で公開された。また、ボン・ジョヴィ初となる“デラックス・エディション”シリーズとして、4thアルバム『New Jersey』のデラックス・エディションを発売。アルバム制作当時、バンド側は2枚組でのアルバム発売を構想していたが、レコード会社の指示で1枚になったという。今回のデラックス・エディションには、『Sons Of Beaches』（サンズ・オブ・ビーチズ）として制作されていたデモ音源や未発表曲が収録されている。
なお、リッチーについてジョンはショービズ411によるインタービューで「もうやめたんだよ。リッチーはもういないんだ。でも、悪い感情は全然ないよ。バンドをやるのには、なにも終身の義務じゃなくてもいいってことだよ。」と述べているが、正式発表はない。
2015年、新曲と未発表曲で構成されたアルバム『Burning Bridges』を発表。
2016年10月、リッチーなしでは初となる完全新作アルバム『This House Is Not for Sale』を発表。このアルバム以降、長らくサポートメンバーを務めていた、ヒューとフィルを正式メンバーとして発表した。
2017年12月には2018年度のロックの殿堂に殿堂入りが決まった。式典は2018年4月14日に行われた。ジョン、デヴィッド、ティコ、ヒューと元メンバーのリッチー、アレックの六人が殿堂入りし、プレゼンテーターはアメリカのラジオパーソナリティーハワード・スターンが務めた。パフォーマンスでは「You Give Love a Bad Name」、「Livin' On a Prayer」、「It's My Life」、「When We Were Us」の四曲をリッチー、アレックと共にパフォーマンスした。またバンドの故郷であるニュージャージー州の知事であるフィル・マーフィーは式典当日を「ボン・ジョヴィの日（Bon Jovi Day）」とした。
2020年10月、コロナパンデミックに影響を受けた曲を含んだ「2020」を発表した。
2024年6月7日、新型コロナの流行から抜け出し、人々が再び交流を持つようになった時に感じた『人生に対する新しい感謝』をテーマしたアルバム『フォーエヴァー』(Forever)を発売。アルバムのレコーディングは7週間という短期間で行われた。

## 日本国内での人気
日本では1984年8月にロック・フェスティバル『SUPER ROCK '84 IN JAPAN』出演のために初来日した。
バンドにとって日本は縁が深い国であり、初のゴールドディスク獲得や単独公演を経験している。また、「俺たちを最初に評価してくれたのは、日本のみんな」とライブで発言しているように、日本のファンを高く評価している。
1989年にはアルバム「ニュージャージー」が第3回日本ゴールドディスク大賞「グランプリ・アルバム・オブ・ザ・イヤー」（洋楽部門）となり、「グランプリ・アーティスト・オブ・ザ・イヤー」（洋楽部門）も受賞した。2003年には日本国外のアーティストでは初となる5大ドームツアーを開催している。

## 日本国内での動き
- 1984年にリリースされたファーストアルバム『夜明けのランナウェイ』（原題：Bon Jovi）のリード・トラック「夜明けのランナウェイ」は、1985年に麻倉未稀が日本語でカバーし、TBS系ドラマ『乳姉妹』の主題歌に使用された[53]。
- 同年8月にはロック・フェスティバル『SUPER ROCK '84 IN JAPAN』出演のために初来日。
- 日本ではファーストアルバムがバンド初のゴールド・ディスクを獲得した[20]。
- 1986年、3rdアルバム『Slippery When Wet』（邦題：ワイルド・イン・ザ・ストリーツ）を発売直前に日本武道館を含む日本公演を行った。
- 1988年に4thアルバム『New Jersey』（ニュージャージー）を発表後、日本では、「バッド・メディシン」がSANYO CDラジカセ「ZooSCENE」・家庭用ビデオ規格「S-VHS」CMソングに、「リヴィン・オン・ア・プレイヤー」が富士フイルム「AXIA」CMソングに起用され、ともにCMにメンバーが出演した。また、大晦日には東京ドームでフェス形式のカウントダウン・ライヴを行い、ラット、キングダム・カムらと共演した。1989年は前日に続き元日からフェス形式のライヴを開催。その後、大阪・名古屋で単独公演を行った。この年、ボン・ジョヴィは第3回日本ゴールドディスク大賞でアルバム『ニュージャージー』が「グランプリ・アルバム・オブ・ザ・イヤー」（洋楽部門）を受賞し、「グランプリ・アーティスト・オブ・ザ・イヤー」（洋楽部門）も受賞した[52]。
- 1990年、年末に来日し、大晦日にボン・ジョヴィをヘッドライナーとしてシンデレラ、スキッド・ロウらと東京ドームでフェス形式のカウントダウン・ライヴが開催された。1991年、年明けから横浜・名古屋・大阪で単独公演を開催。
- 1992年、アルバム Keep the Faith発表後、12月にはプロモーションのためにメンバーが来日した。 ツアーは1993年2月から行われ、6月に東京・大阪・広島・名古屋・前橋（群馬）・横浜で日本公演が開催された。
- 1994年、デビュー10周年。5月に東大寺大仏殿前で開催されたイベント『GME'94 〜21世紀への音楽遺産をめざして〜 AONIYOSHI』（The Great Music Experience）にジョンとリッチーが出演。
- 1997年、ジョンは6月にアルバム『Destination Anywhere』を発表。七夕には日本武道館で1日限りの日本公演を行った。リッチーは7-9月期のフジテレビ系ドラマ『ビーチボーイズ』主題歌として、主演した反町隆史のデビュー・シングル「Forever」にギターとコーラスで参加。
- 1999年、12月にはジョンとリッチーがJ-FRIENDSへ提供したシングル「Next 100 Years」がオリコンチャート1位を獲得する[54]。
- 1998年になるとリッチーがソロで来日し、東京・大阪・名古屋でソロ公演を開催した。
- 2000年発表の7thアルバム「Crush」に収録されている「サンキュー」（Thank You For Loving Me）は、テレビ朝日系ドラマ『29歳の憂うつ パラダイスサーティー』主題歌に起用された。
- 2001年3月から4月にかけて日本公演を開催。日本独自企画として、ロック・トラックのみを集めたベスト・アルバム『TOKYO ROAD〜ベスト・オブ・ボン・ジョヴィ-ロック・トラックス』が発売され、3月28日の横浜アリーナ公演では本編のセットリストをアルバム収録曲順に演奏した。
- 2002年、8thアルバム「Bounce」発売に合わせて来日し、日本盤発売日の9月11日にはZepp Tokyoで一夜限りのスペシャル・ライヴを行い、大阪・名古屋・福岡・仙台のZepp会場で生中継された[20]。また、アルバム収録曲の「バウンス」（Bounce）がフジテレビ系ドラマ『ダブルスコア』挿入歌に、「ディスタンス」（The Distance）がアサヒ「スーパードライ」CMソングに起用された。
- 2003年1月、アルバム『バウンス』を引っ提げて日本国外のアーティストでは初となる5大ドームツアーを開催。アルバムのディスクジャケットや「エヴリデイ」（Everyday）のミュージック・ビデオにも登場した超大型干渉電波望遠鏡群を彷彿とさせるパラボラアンテナのステージセットが持ち込まれた。さらに、横浜アリーナではアコースティック編成でのライヴも行った。
- 2006年4月、東京・名古屋・大阪・札幌のドーム球場で日本公演を開催。来日直前にリッチーが左腕を骨折するアクシデントが発生したが、無事にパフォーマンスした[20]
- 2005年発表の9thアルバム『Have A Nice Day』は、1995年発売の『These Days』以来10年ぶりとなるオリコンアルバムチャート1位を獲得した。リード・トラック「ハヴ・ア・ナイス・デイ」（Have A Nice Day）もオリコンシングルチャート10位となり、23年ぶりに洋楽バンドのシングルがオリコンシングルチャートTOP10入りする快挙となった[55]。「ハヴ・ア・ナイス・デイ」はTOYOTA「RAV4」CMソングに起用された。
- 10thアルバム「Lost Highway」は通算4作目となるオリコンアルバムチャート1位を獲得[56]。ビートルズ、ベイ・シティ・ローラーズの記録を抜いて、洋楽バンドとしてオリコンアルバムチャート首位獲得数歴代単独1位となった[57]。
- 2009年3月、パチスロにボン・ジョヴィが登場（BON JOVI (パチスロ)）。
- 2009年11月発表の11thアルバム『The Circle』のリード・トラックの「We Weren't Born To Follow」はWii専用ゲームソフト「ファイナルファンタジー・クリスタルクロニクル クリスタルベアラー」に起用された[58]。アルバム発売直前にはメンバーがプロモーションのために来日した。アルバムは3作連続となるオリコンチャート1位を獲得（3作連続のオリコンアルバムチャート1位は、洋楽アーティスト史上初）[59]。さらに、通算5作目のアルバム首位獲得はサイモン&ガーファンクル、マライア・キャリーと並び洋楽アーティスト歴代1位タイとなった[60][61]。
- 2010年、日本では、独自企画としてボックス・セット『アクセス・オール・エリア〜スペシャル・エディション・コレクターズ・ボックス』が発売された。
- 2010年、日本では「禁じられた愛」が日清食品「カップヌードル」CMソングに替え歌で起用され、1995年のウェンブリー・スタジアム公演の映像が使用された。11月30日・12月1日には東京ドーム公演が行われた[62]。
- 2013年、12月3日・4日に京セラドーム大阪・東京ドームで日本公演が行われ、日本公演が延べ100回となった[63]。
- 2014年8月に開催されたサマーソニックにリッチーがソロで出演[64]。その後、東京のライヴハウスで公演した。
- 2018年11月、5年ぶりの日本公演を京セラドーム大阪・東京ドームで開催し、国内のスタジアム公演では洋楽アーティストの歴代1位を記録した[65]。
- 2024年3月18日、フジテレビ系水10ドラマ『ブルーモーメント』の主題歌に起用された新曲「レジェンダリー」の和訳詞字幕付きミュージック・ビデオをユニバーサル・ミュージック・ジャパン・インターナショナル公式YouTubeチャンネルで公開[66]。4月24日には同楽曲のラジオ・エディット・バージョンを収録したシングルCDを日本限定で発売[67]。
- 2024年5月、一般社団法人 日本記念日協会により、1stアルバム『夜明けのランナウェイ』の日本盤発売日である5月21日が『ボン・ジョヴィの日』として正式に記念日認定を受ける[68][69]。
- 2024年6月7日から30日まで、最新アルバム『フォーエヴァー』の発売に合わせて、公式ポップアップストア『BON JOVI FOREVER POP UP STORE』を東京・竹下通りのUNIVERSAL MUSIC STORE HARAJUKUにて開催した[70]。
- 2024年9月28日・10月5日、千葉県立幕張海浜公園と宮崎県みやざき臨海公園の2ヶ所で、ボン・ジョヴィのデビュー40周年とニューアルバム『フォーエヴァー』の発売を記念した日本限定のオフィシャル花火イベント『BON JOVI THE GREATEST FIREWORKS 2024 -FOREVER-』を開催[71][72]。
- 2024年11月15日から12月15日まで、日本のファン投票によって収録曲が決定したベストアルバム『オール・タイム・ベスト1984-2024』の発売を記念して、ハードロックカフェとのコラボイベントを開催[73]。
- 2024年11月20日から11月29日まで、『オール・タイム・ベスト1984-2024』の発売を記念して、公式ポップアップ・ストア「オール・タイム・ベスト 1984-2024 ポップ・アップ・ストア」を東京・UNIVERSAL MUSIC STORE HARAJUKUにて開催[74]。
- 2024年12月16日から22日まで、2018年に「中野駅前大盆踊り大会」でボン・ジョヴィの「リヴィン・オン・ア・プレイヤー」を盆踊りの楽曲として使用し話題になって以来、同イベントで「ボン・ジョヴィ うちわ」が無料配布されるなどの縁があることから、デビュー40周年の締めくくりとして、地元の人々への感謝の言葉を掲載した世界で唯一の大型ポスターをJR中野駅前に掲出[75]。

## メンバー
|                                                                             |                                                                                |                                                                               |                                                                              |                                                           |
| ジョン・ボン・ジョヴィ （Jon Bon Jovi） ボーカル、ギター 1962年3月2日生まれ | デヴィッド・ブライアン （David Bryan） キーボード、コーラス 1962年2月7日生まれ | ティコ・トーレス （Tico Torres） ドラムス、パーカッション 1953年10月7日生まれ | ヒュー・マクドナルド （Hugh McDonald） ベース、コーラス 1950年12月28日生まれ | フィル・X （Phil X） ギター、コーラス 1966年3月10日生まれ |

### その他メンバー
| 名前                                            | パート                                                             | 備考                                                                             |
| 元メンバー                                      | 元メンバー                                                         | 元メンバー                                                                       |
| ----------------------------------------------- | ------------------------------------------------------------------ | -------------------------------------------------------------------------------- |
| デイヴ・セイボ（Dave Sabo）                     | ギター、コーラス                                                   | 現在はスキッド・ロウギタリスト。リッチー加入前に参加していた                     |
| アレック・ジョン・サッチ（Alec John Such）      | ベース、コーラス                                                   | 1994年脱退、2022年6月5日死去。70歳没。                                           |
| リッチー・サンボラ（Richie Sambora）            | ギター、ボーカル                                                   | 公式的な発表はなされていないが、2014年のジョンの発言から事実上脱退とされている。 |
| サポート・メンバー                              |                                                                    |                                                                                  |
| エヴァーレット・ブラッドレイ（Everett Bradley） | パーカッション、コーラス                                           | 2003年に加入。2016年からツアーに参加。                                           |
| ボビー・バンディエラ（Bobby Bandiera）          | ギター、コーラス                                                   | 2005年から2015年まで参加。                                                       |
| ロレンザ・ポンス（Lorenza Ponce）               | ヴァイオリン、ヴィオラ、チェロ、コーラス                           | 2005年から2015年まで参加。                                                       |
| カート・ジョンストン（Kurt Johnston）           | ペダルスティール・ギター、バンジョー、マンドリン、ドブロ、コーラス | 2006年から2008年まで参加。                                                       |
| ジェフ・カジー（Jeff Kazee）                    | キーボード、オルガン、コーラス                                     | 2005年に加入。2010年にデヴィッドの代役として参加。                               |
| リッチ・スキャネラ（Rich Scanella）             | ドラムス、コーラス                                                 | 2013年にティコの代役として参加。                                                 |
| マット・O・リー（Matt O' Ree）                  | ギター、コーラス                                                   | 2015年にリズムギター、アコースティックギターを担当。                             |
| ジョン・シャンクス （John Shanks）              | ギター、コーラス                                                   | 2015年より参加。                                                                 |

## 受賞歴
1987年
1987 MTV Video Music Awards「ベスト・ステージ・パフォーマンス」（「リヴィン・オン・ア・プレイヤー」）
1988年
第15回アメリカン・ミュージック・アワード「フェイバリット・ポップ／ロック・バンド／デュオ／グループ」
1989年
第3回日本ゴールドディスク大賞【洋楽】「グランプリ・アーティスト・オブ・ザ・イヤー」・【洋楽】「グランプリ・アルバム・オブ・ザ・イヤー」（『ニュージャージー』）
1993年
第7回日本ゴールドディスク大賞【洋楽】「アルバム賞」ロック・フォーク部門（『キープ・ザ・フェイス』）
1994年
第8回日本ゴールドディスク大賞【洋楽】「ミュージック・ビデオ賞」（『キープ・ザ・フェイス・ライヴ』）
1995年
第9回日本ゴールドディスク大賞【洋楽】「アルバム賞」ロック・フォーク部門（『クロス・ロード〜ザ・ベスト・オブ・ボン・ジョヴィ』）・【洋楽】「ミュージック・ビデオ賞」（『クロス・ロード〜ザ・ベスト・オブ・ボン・ジョヴィ』）
1995 ワールド・ミュージック・アワード「最優秀ロック・アーティスト／グループ」
1995 MTVヨーロッパ・ミュージック・アワード「最優秀ロック・アクト」
1996年
1996 ブリット・アワード「ベスト・インターナショナル・グループ」
第10回日本ゴールドディスク大賞【洋楽】「アルバム賞」ロック・フォーク部門（『ジーズ・デイズ』）・【洋楽】「ミュージック・ビデオ賞」（『ボン・ジョヴィ／ライヴ・フロム・ロンドン 〜ウェンブリースタジアム1995』）
2001年
2001 エコー賞「ベスト・インターナショナル・バンド」
第15回日本ゴールドディスク大賞【洋楽】「ロック・アルバム・オブ・ザ・イヤー」（『クラッシュ』）
第2回My VH-1 Music Awards「Hottest Live Show」
2002年
MTV Asia Awards「Favourite Rock Act」
2004年
第32回アメリカン・ミュージック・アワード「功労賞」
2005年
デジタル・エンターテイメント・グループ「Creative Excellence Award」（『ディス・レフト・フィールズ・ライト・ライヴ』）
2005 ワールド・ミュージック・アワード「特別賞」
2006年
2006 CMTミュージック・アワード「Collaborative Video Of The Year」（ボン・ジョヴィ&ジェニファー・ネトルズ「フー・セズ・ユー・キャント・ゴー・ホーム」）
「UK音楽の殿堂」
2007年
第33回ピープルズ・チョイス・アワード「フェイバリット・ロック・ソング」（「フー・セズ・ユー・キャント・ゴー・ホーム」）
第49回グラミー賞「最優秀カントリー・コラボレーション賞」（ボン・ジョヴィ&ジェニファー・ネトルズ「フー・セズ・ユー・キャント・ゴー・ホーム」）
2008年
2008 CMTミュージック・アワード「Best Collaborative Video」（ボン・ジョヴィ Feat.リアン・ライムス「ティル・ウィー・エイント・ストレンジャーズ・エニィモア」）
2010年
2010 MTVヨーロッパ・ミュージック・アワード「グローバル・アイコン賞」
2014年
ビルボード・ミュージック・アワード2014「トップ・ツアー・アーティスト」
2018年
『ロックの殿堂』入り。

## ディスコグラフィ
※日付は日本盤発売日。

### スタジオ・アルバム
1. 夜明けのランナウェイ - Bon Jovi（1984年）
2. 7800°ファーレンハイト - 7800° Fahrenheit（1985年）
3. ワイルド・イン・ザ・ストリーツ - Slippery When Wet（1986年）
4. ニュージャージー - New Jersey（1988年）
5. キープ・ザ・フェイス - Keep The Faith（1992年）
6. ジーズ・デイズ - These Days（1995年）
7. クラッシュ - Crush（2000年）
8. バウンス - Bounce（2002年）
9. ハヴ・ア・ナイス・デイ - Have A Nice Day（2005年）
10. ロスト・ハイウェイ - Lost Highway（2007年）
11. ザ・サークル - The Circle（2009年）
12. ホワット・アバウト・ナウ - What About Now（2013年）
13. バーニング・ブリッジズ - Burning Bridges（2015年）
14. ディス・ハウス・イズ・ノット・フォー・セール - This House Is Not for Sale（2016年）
15. 2020 - 2020（2020年）
16. フォーエヴァー - Forever（2024年）[50]

### ベスト・アルバム
- クロス・ロード〜ザ・ベスト・オブ・ボン・ジョヴィ - Cross Road（1994年）
- TOKYO ROAD〜ベスト・オブ・ボン・ジョヴィ-ロック・トラックス - Tokyo Road: Best of Bon Jovi（2001年）
- グレイテスト・ヒッツ - Greatest Hits（2010年）
- オール・タイム・ベスト 1984-2024 - All Time Best 1984-2024（2024年）[74]

## 日本公演

### 1984年 - 1999年
| 年                                                             | 日                      | #                       | 会場                                |
| SUPER ROCK '84 IN JAPAN                                        | SUPER ROCK '84 IN JAPAN | SUPER ROCK '84 IN JAPAN | SUPER ROCK '84 IN JAPAN             |
| -------------------------------------------------------------- | ----------------------- | ----------------------- | ----------------------------------- |
| 1984年                                                         | 8月4日                  | 001                     | ナゴヤ球場                          |
| 1984年                                                         | 8月6日                  | 002                     | 福岡スポーツセンター                |
| 1984年                                                         | 8月8日                  | 003                     | 大阪南港                            |
| 1984年                                                         | 8月9日                  | 004                     | 大阪南港                            |
| 1984年                                                         | 8月11日                 | 005                     | 西武球場                            |
| 1984年                                                         | 8月12日                 | 006                     | 西武球場                            |
| 7800°FAHRENHEIT TOUR                                           |                         |                         |                                     |
| 1985年                                                         | 4月20日                 | 007                     | 中野サンプラザ                      |
| 1985年                                                         | 4月21日                 | 008                     | 中野サンプラザ                      |
| 1985年                                                         | 4月24日                 | 009                     | 名古屋市公会堂                      |
| 1985年                                                         | 4月25日                 | 010                     | 大阪厚生年金会館                    |
| 1985年                                                         | 4月28日                 | 011                     | 渋谷公会堂                          |
| 1985年                                                         | 4月29日                 | 012                     | 渋谷公会堂                          |
| 1985年                                                         | 4月30日                 | 013                     | 渋谷公会堂                          |
| 1985年                                                         | 5月2日                  | 014                     | 北海道厚生年金会館                  |
| JAPAN TOUR 1986                                                |                         |                         |                                     |
| 1986年                                                         | 8月11日                 | 015                     | 愛知厚生年金会館                    |
| 1986年                                                         | 8月12日                 | 016                     | 福岡サンパレス                      |
| 1986年                                                         | 8月13日                 | 017                     | フェスティバルホール                |
| 1986年                                                         | 8月14日                 | 018                     | フェスティバルホール                |
| 1986年                                                         | 8月16日                 | 019                     | 神戸国際会館                        |
| 1986年                                                         | 8月18日                 | 020                     | 日本武道館                          |
| 1986年                                                         | 8月20日                 | 021                     | 横浜文化体育館                      |
| 1986年                                                         | 8月21日                 | 022                     | 宮城県民会館                        |
| 1986年                                                         | 8月23日                 | 023                     | 青森市文化会館                      |
| 1986年                                                         | 8月25日                 | 024                     | 北海道厚生年金会館                  |
| FromA LIVE-ALIVE '87 SPECIAL BON JOVI                          |                         |                         |                                     |
| 1987年                                                         | 9月24日                 | 025                     | 日本武道館                          |
| 1987年                                                         | 9月25日                 | 026                     | 日本武道館                          |
| 1987年                                                         | 9月28日                 | 027                     | 日本武道館                          |
| 1987年                                                         | 9月29日                 | 028                     | 日本武道館                          |
| 1987年                                                         | 9月30日                 | 029                     | 日本武道館                          |
| 1987年                                                         | 10月1日                 | 030                     | 横浜文化体育館                      |
| 1987年                                                         | 10月3日                 | 031                     | 愛知県体育館                        |
| 1987年                                                         | 10月5日                 | 032                     | 大阪城ホール                        |
| 1987年                                                         | 10月6日                 | 033                     | 大阪城ホール                        |
| 1987年                                                         | 10月7日                 | 034                     | 静岡産業館                          |
| Heat Beat Live '89 in Big Egg 【FINAL COUNT DOWN】             |                         |                         |                                     |
| 1988年                                                         | 12月31日                | 035                     | 東京ドーム                          |
| Heat Beat Live '89 in Big Egg 【BLAST OFF TOKYO】              |                         |                         |                                     |
| 1989年                                                         | 1月1日                  | 036                     | 東京ドーム                          |
| Sanyo Heat Beat Live '89 BON JOVI                              |                         |                         |                                     |
| 1989年                                                         | 1月5日                  | 037                     | 大阪城ホール                        |
| 1989年                                                         | 1月6日                  | 038                     | 大阪城ホール                        |
| 1989年                                                         | 1月7日                  | -                       | 大阪城ホール                        |
| 1989年                                                         | 1月9日（振替）          | 039                     | 大阪城ホール                        |
| 1989年                                                         | 1月10日                 | 040                     | 名古屋レインボーホール              |
| 1989年                                                         | 1月11日                 | 041                     | 名古屋レインボーホール              |
| 電話100年記念 NTTスーパーコミュニケーション THE BIG JOINT TOUR |                         |                         |                                     |
| 1990年                                                         | 12月31日                | 042                     | 東京ドーム                          |
| 電話100年記念 NTTスーパーコミュニケーション BON JOVI           |                         |                         |                                     |
| 1991年                                                         | 1月3日                  | 043                     | 横浜アリーナ                        |
| 1991年                                                         | 1月5日                  | 044                     | 名古屋レインボーホール              |
| 1991年                                                         | 1月8日                  | 045                     | 大阪城ホール                        |
| 1991年                                                         | 1月9日                  | 046                     | 大阪城ホール                        |
| Keep The Faith Tour                                            |                         |                         |                                     |
| 1993年                                                         | 6月2日                  | -                       | 日本武道館                          |
| 1993年                                                         | 6月3日                  | 047                     | 日本武道館                          |
| 1993年                                                         | 6月4日                  | 048                     | 日本武道館                          |
| 1993年                                                         | 6月6日（昼）            | 049                     | 国立代々木競技場第一体育館          |
| 1993年                                                         | 6月6日（夜）            | 050                     | 国立代々木競技場第一体育館          |
| 1993年                                                         | 6月7日                  | 051                     | 国立代々木競技場第一体育館          |
| 1993年                                                         | 6月9日                  | 052                     | 大阪城ホール                        |
| 1993年                                                         | 6月10日                 | 053                     | 大阪城ホール                        |
| 1993年                                                         | 6月12日                 | 054                     | 広島サンプラザ                      |
| 1993年                                                         | 6月13日                 | 055                     | 名古屋国際会議場 センチュリーホール |
| 1993年                                                         | 6月16日                 | 056                     | グリーンドーム前橋                  |
| 1993年                                                         | 6月17日                 | 057                     | 横浜文化体育館                      |
| JAPAN TOUR 1995                                                |                         |                         |                                     |
| 1995年                                                         | 5月13日                 | 058                     | 福岡ドーム                          |
| 1995年                                                         | 5月16日                 | 059                     | 阪急西宮スタジアム                  |
| 1995年                                                         | 5月19日                 | 060                     | 東京ドーム                          |
| VOLKSWAGEN PRESENTS BON JOVI Japan Tour 1996                   |                         |                         |                                     |
| 1996年                                                         | 5月14日                 | 061                     | 福岡ドーム                          |
| 1996年                                                         | 5月16日                 | 062                     | 阪急西宮スタジアム                  |
| 1996年                                                         | 5月18日                 | 063                     | 横浜スタジアム                      |
| 1996年                                                         | 5月19日                 | 064                     | 横浜スタジアム                      |
| 1996年                                                         | 5月20日                 | 065                     | 横浜スタジアム                      |

### 2000年 -
| 年                                              | 日              | #               | 会場                   |
| JAPAN TOUR 2000                                 | JAPAN TOUR 2000 | JAPAN TOUR 2000 | JAPAN TOUR 2000        |
| ----------------------------------------------- | --------------- | --------------- | ---------------------- |
| 2000年                                          | 7月12日         | 066             | 東京ドーム             |
| 2000年                                          | 7月13日         | 067             | 東京ドーム             |
| 2000年                                          | 7月15日         | 068             | ナゴヤドーム           |
| 2000年                                          | 7月18日         | 069             | 福岡ドーム             |
| 2000年                                          | 7月20日         | 070             | 大阪ドーム             |
| ONE WILD NIGHT TOUR                             |                 |                 |                        |
| 2001年                                          | 3月28日         | 071             | 横浜アリーナ           |
| 2001年                                          | 3月29日         | 072             | 横浜アリーナ           |
| 2001年                                          | 3月31日         | 073             | 大阪ドーム             |
| 2001年                                          | 4月3日          | 074             | ナゴヤドーム           |
| 2001年                                          | 4月5日          | 075             | 東京ドーム             |
| BON JOVI - MTV NATIONWIDE LIVE                  |                 |                 |                        |
| 2002年                                          | 9月11日         | 076             | Zepp Tokyo             |
| BOUNCE WORLD TOUR 2003                          |                 |                 |                        |
| 2003年                                          | 1月8日          | 077             | 札幌ドーム             |
| 2003年                                          | 1月11日         | 078             | 大阪ドーム             |
| 2003年                                          | 1月12日         | 079             | 大阪ドーム             |
| 2003年                                          | 1月14日         | 080             | 福岡ドーム             |
| 2003年                                          | 1月16日         | 081             | 東京ドーム             |
| 2003年                                          | 1月17日         | 082             | 東京ドーム             |
| 2003年                                          | 1月19日         | 083             | 横浜アリーナ           |
| 2003年                                          | 1月21日         | 084             | ナゴヤドーム           |
| BON JOVI HAVE A NICE DAY Supported by RAV4      |                 |                 |                        |
| 2006年                                          | 4月8日          | 085             | 東京ドーム             |
| 2006年                                          | 4月9日          | 086             | 東京ドーム             |
| 2006年                                          | 4月12日         | 087             | ナゴヤドーム           |
| 2006年                                          | 4月14日         | 088             | 大阪ドーム             |
| 2006年                                          | 4月15日         | 089             | 大阪ドーム             |
| 2006年                                          | 4月18日         | 090             | 札幌ドーム             |
| ASAHI SUPER DRY THE SUPER DRY LIVE              |                 |                 |                        |
| 2007年                                          | 6月28日         | 091             | 神戸ワールド記念ホール |
| 2007年                                          | 6月30日         | 092             | 日本武道館             |
| WOWOW presents Lost Highway supported by LAWSON |                 |                 |                        |
| 2008年                                          | 1月11日         | 093             | ナゴヤドーム           |
| 2008年                                          | 1月13日         | 094             | 東京ドーム             |
| 2008年                                          | 1月14日         | 095             | 東京ドーム             |
| 2008年                                          | 1月16日         | 096             | 京セラドーム大阪       |
| THE CIRCLE TOUR                                 |                 |                 |                        |
| 2010年                                          | 11月30日        | 097             | 東京ドーム             |
| 2010年                                          | 12月1日         | 098             | 東京ドーム             |
| Because We Can: The Tour                        |                 |                 |                        |
| 2013年                                          | 12月3日         | 099             | 京セラドーム大阪       |
| 2013年                                          | 12月4日         | 100             | 東京ドーム             |
| BON JOVI THIS HOUSE IS NOT FOR SALE 2018 TOUR   |                 |                 |                        |
| 2018年                                          | 11月26日        | 101             | 東京ドーム             |
| 2018年                                          | 11月27日        | 102             | 京セラドーム大阪       |

1. ↑  出演：ホワイトスネイク、マイケル・シェンカー・グループ、スコーピオンズ、ボン・ジョヴィ、アンヴィル
2. ↑  出演：ボン・ジョヴィ、ラット、キングダム・カム、ブリトニー・フォックス
3. 1 2  出演：ボン・ジョヴィ、ラット、キングダム・カム
4. ↑  出演：ボン、ジョヴィ、シンデレラ、スキッド・ロウ、クワイアボーイズ
5. ↑  出演：ボン・ジョヴィ、DREAMS COME TRUE、MALCO

## タイアップ曲

### 映画使用曲
| 公開年 | タイトル                                                 | 映画タイトル                                                                   | 備考                 |
| ------ | -------------------------------------------------------- | ------------------------------------------------------------------------------ | -------------------- |
| 1987年 | エッジ・オブ・ア・ブロークン・ハート                     | 『ファット・ボーイズの突撃ヘルパー』（Disorderlies）                           | 日本では劇場未公開   |
| 1990年 | ヤツらは町へ                                             | 『ネイビー・シールズ』（Navy Seals）                                           | シン・リジィのカバー |
| 1991年 | ウォンテッド・デッド・オア・アライヴ                     | 『ハーレーダビッドソン&マルボロマン』（Harley Davidson and the Marlboro Man）  | 日本では1992年公開   |
| 1994年 | グッド・ガイズ・ドント・オールウェイズ・ウェア・ホワイト | 『カウボーイ・ウェイ／荒野のヒーローN.Y.へ行く』（The Cowboy Way）             | 日本では劇場未公開   |
| 1999年 | リアル・ライフ                                           | 『エドtv』（EDtv）                                                             | 日本では2000年公開   |
| 2001年 | リヴィン・オン・ア・プレイヤー                           | 『ロック・スター』（Rock Star）                                                |                      |
| 2003年 | リヴィン・オン・ア・プレイヤー                           | 『チャーリーズ・エンジェル フルスロットル』（Charlie's Angels: Full Throttle） |                      |
| 2004年 | リヴィン・オン・ア・プレイヤー                           | 『スクービー・ドゥー2 モンスターパニック』（Scooby-Doo 2: Monsters Unleashed） |                      |
| 2007年 | ロスト・ハイウェイ                                       | 『団塊ボーイズ』（Wild Hogs）                                                  | 日本では2008年公開   |
| 2007年 | ウォンテッド・デッド・オア・アライヴ                     | 『団塊ボーイズ』（Wild Hogs）                                                  | 日本では2008年公開   |

### 日本国内でのタイアップ曲
| 年     | タイトル                                 | タイアップ先                                                                                   | 備考                         |
| ------ | ---------------------------------------- | ---------------------------------------------------------------------------------------------- | ---------------------------- |
| 1988年 | プライス・オブ・ラヴ                     | TBS系『日立 世界・ふしぎ発見!』エンディング・テーマ                                            |                              |
| 1988年 | リヴィン・オン・ア・プレイヤー           | 富士フイルム「AXIA」CMソング                                                                   | CMにはメンバーも出演した     |
| 1988年 | バッド・メディシン                       | SANYO CDラジカセ「ZooSCENE」・家庭用ビデオ規格「S-VHS」CMソング                                | CMにはメンバーも出演した     |
| 2000年 | サンキュー                               | テレビ朝日系ドラマ『29歳の憂うつ パラダイスサーティー』主題歌                                  |                              |
| 2000年 | セイヴ・ザ・ワールド                     | ギャガ映画『U-571』日本版イメージ・ソング                                                      | 映画にはジョンが出演している |
| 2000年 | イッツ・マイ・ライフ                     | NEC「LaVie」CMソング                                                                           |                              |
| 2002年 | バウンス                                 | フジテレビ系ドラマ『ダブルスコア』挿入歌                                                       |                              |
| 2002年 | ディスタンス                             | アサヒビール「スーパードライ」CMソング                                                         |                              |
| 2005年 | ハヴ・ア・ナイス・デイ                   | TOYOTA「RAV4」CMソング                                                                         |                              |
| 2006年 | ハヴ・ア・ナイス・デイ                   | J SPORTS『J SPORTS STADIUM』テーマソング                                                       |                              |
| 2008年 | ロスト・ハイウェイ                       | NHK総合テレビ・NHK BS1『メジャーリーグ中継』エンディング曲                                     |                              |
| 2009年 | ウィー・ワーント・ボーン・トゥ・フォロー | Wii専用ゲームソフト「ファイナルファンタジー・クリスタルクロニクル クリスタルベアラー」CMソング |                              |
| 2010年 | 禁じられた愛                             | 日清食品「カップヌードル」CMソング                                                             | 替え歌で使用された           |
| 2011年 | ウィー・ワーント・ボーン・トゥ・フォロー | J SPORTS『メジャーリーグ中継』テーマソング                                                     |                              |
| 2024年 | レジェンダリー                           | フジテレビ系水10ドラマ『ブルーモーメント』主題歌                                               |                              |